# Ceanothus megacarpus
Ceanothus megacarpus là một loài thực vật có hoa trong họ Táo. Loài này được Nutt. mô tả khoa học đầu tiên năm 1846.

## Hình ảnh

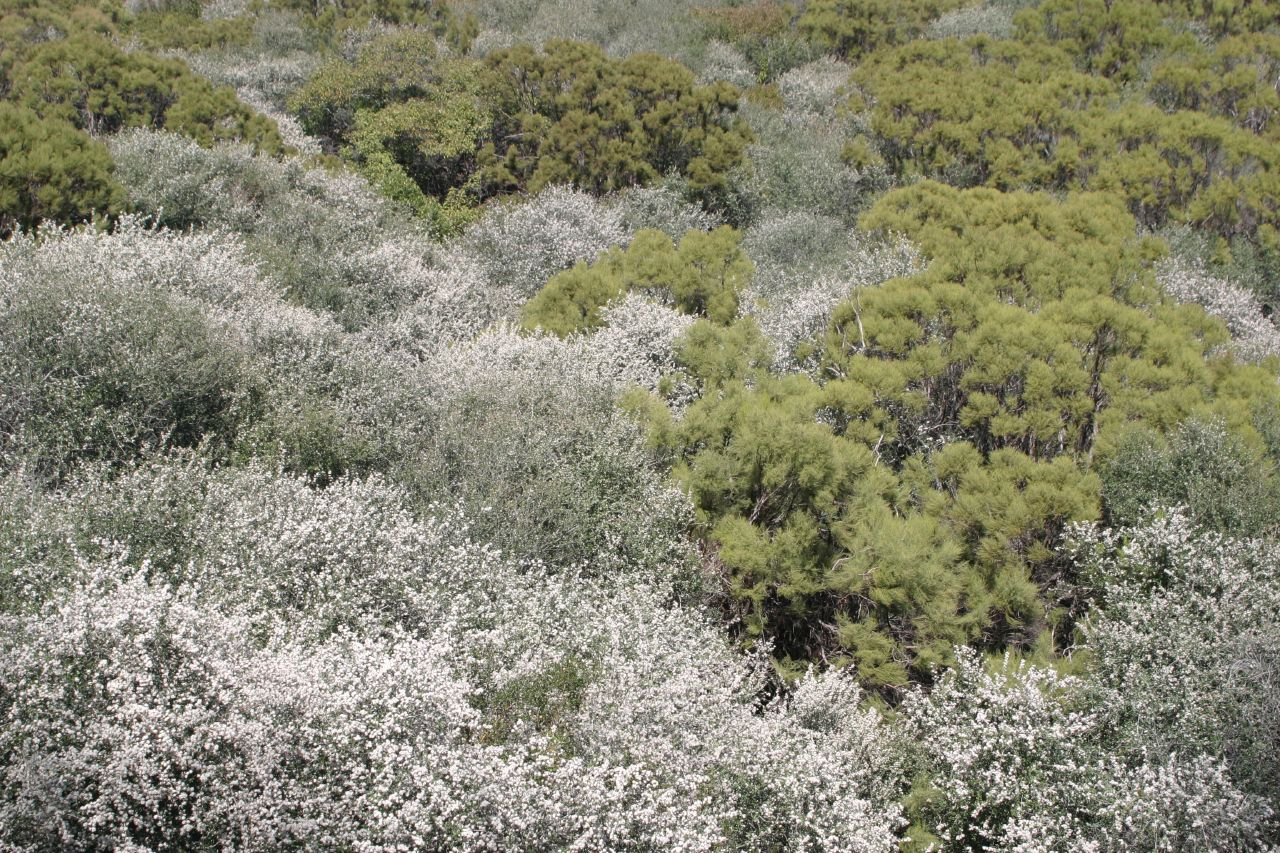
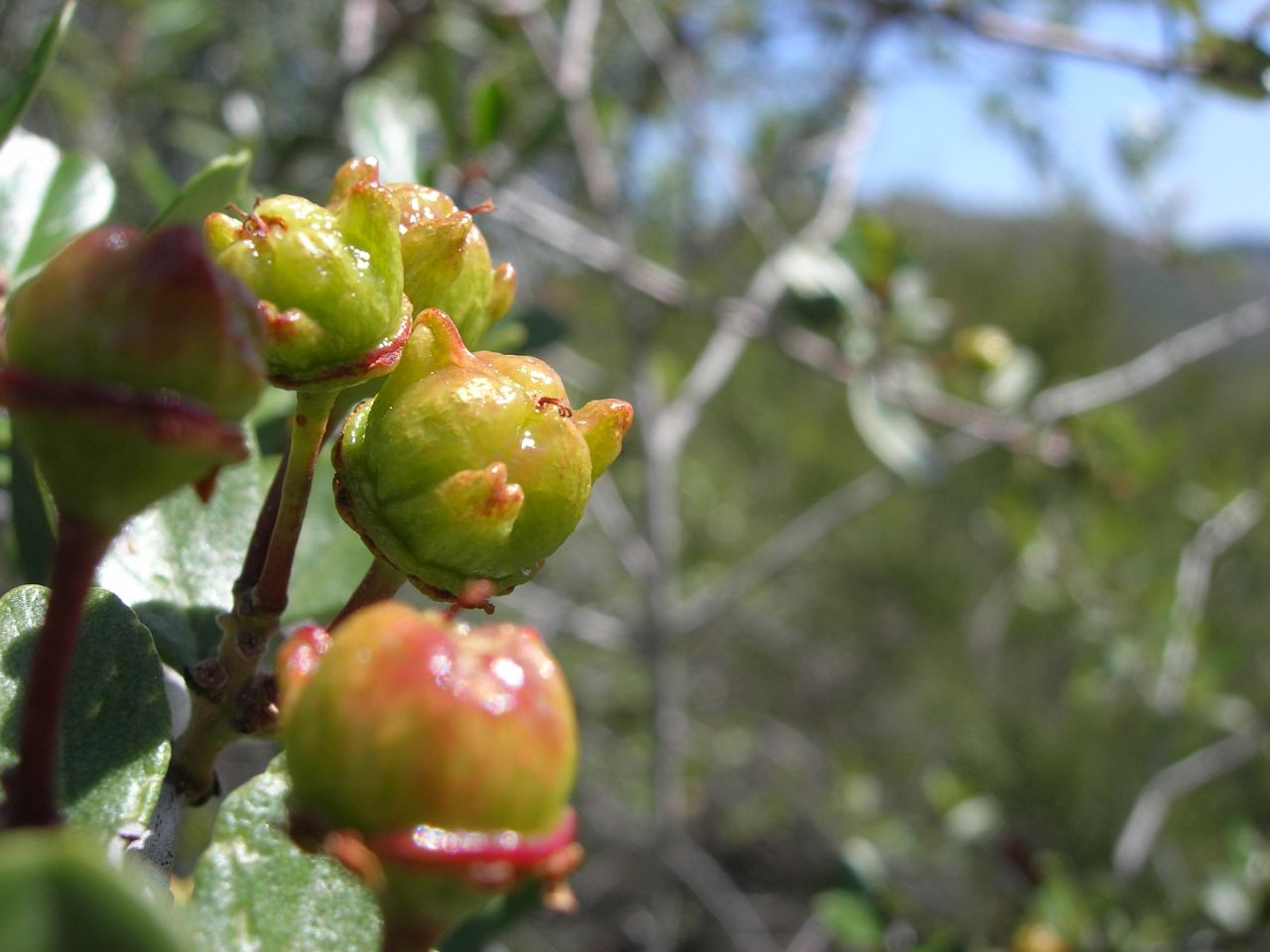
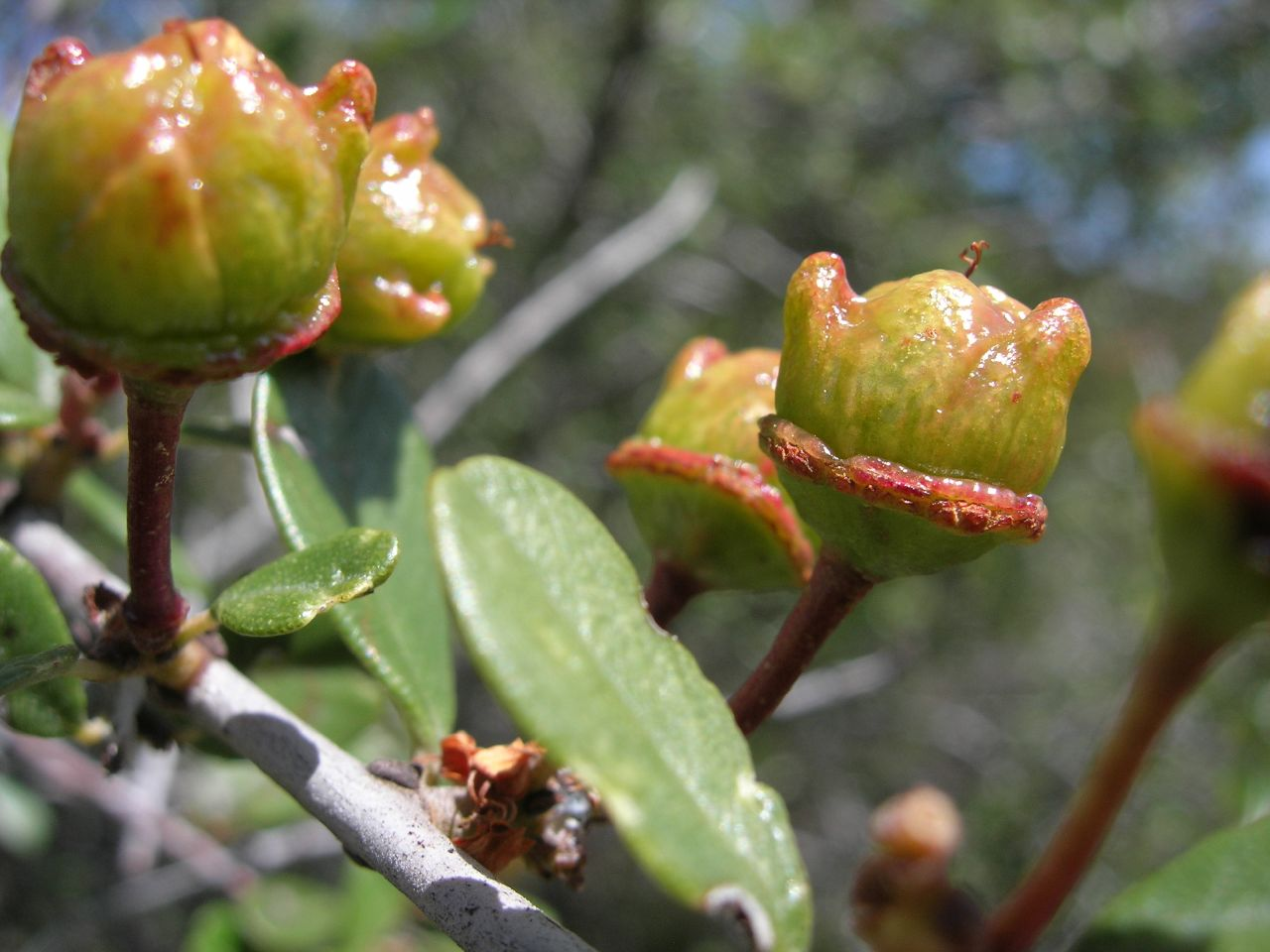
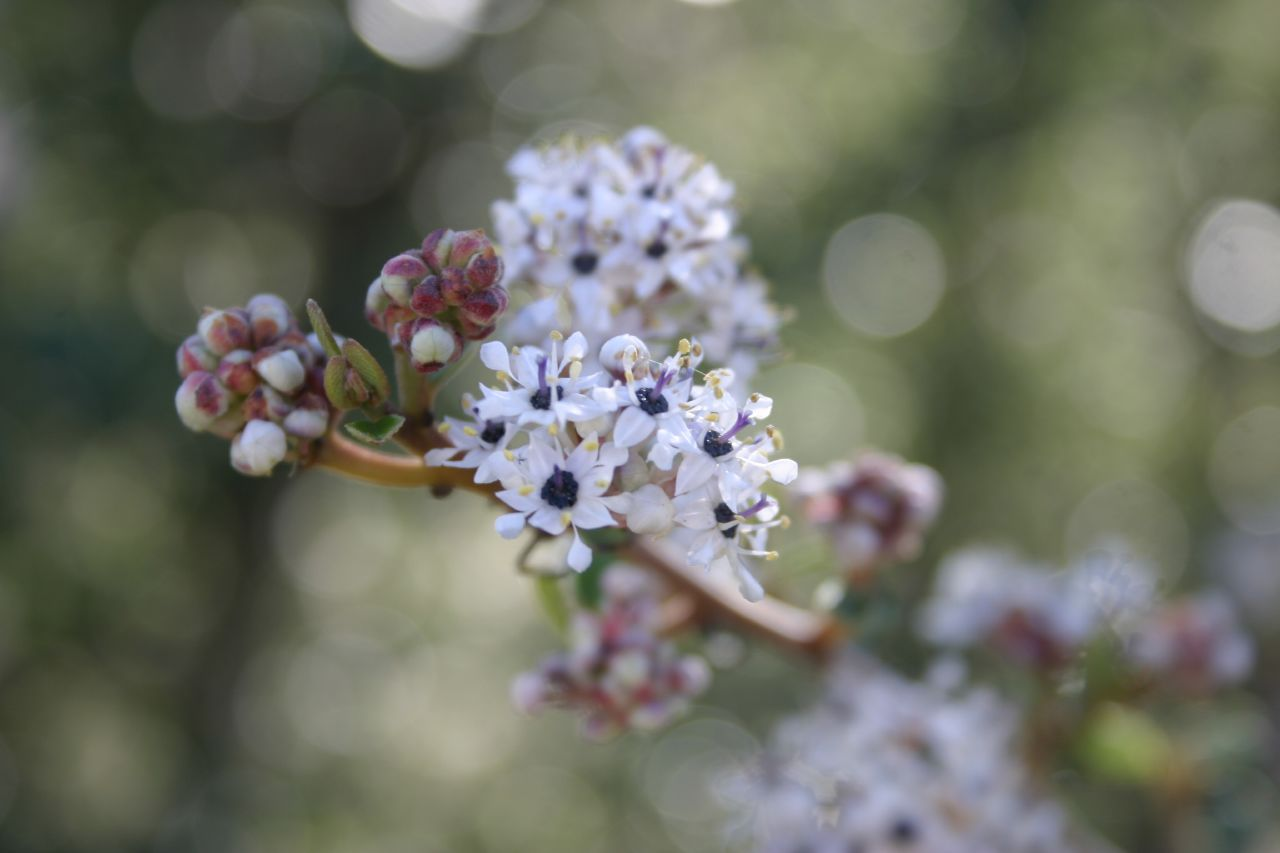